# آماسیس دوم
آماسیس دوم یا آمازیس دوم یا اخموس دوم (یونانی باستان: Ἄμασις) فرعون مصر از دودمان بیست و ششم مصر (بین سال‌های ۵۷۰ تا ۵۲۶ پیش از میلاد)، جانشین آپریس در سائیس بود. او آخرین شاه قدرتمند مصر قبل از تسخیر مصر توسط کمبوجیه محسوب می‌شود. بیشتر اطلاعات امروزی جهان در مورد آماسیس از کتاب تاریخ هرودوت است.

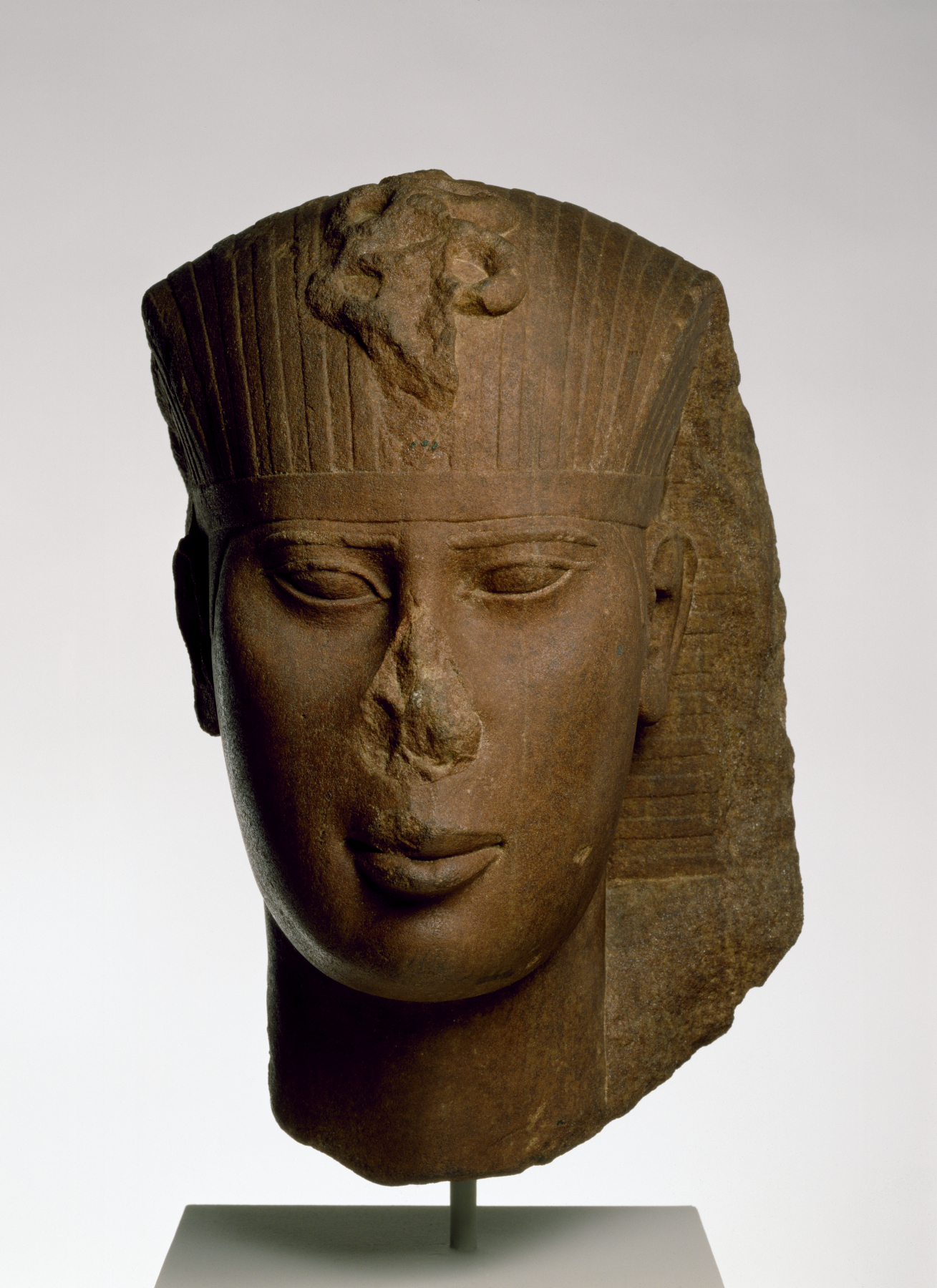
سردیس آماسیس دوم با سرپوش سلطنتی.

## زندگی
او در اصل یک افسر در ارتش مصر بود. زادگاه او سیوف در سائیس بود. او در لشکرکشی عمومی فرعون پسامتیک دوم در سال ۵۹۲ پیش از میلاد در نوبیا شرکت کرد.
شورشی که در میان سربازان بومی مصر رخ داد به او فرصت داد تا تاج و تخت را تصاحب کند. این سربازان که از یک لشکرکشی نظامی فاجعه‌بار به سیرنه در لیبی به خانه بازگشتند، مشکوک شدند که به آنها خیانت شده‌است تا آپریس، پادشاه حاکم، به وسیله مزدوران یونانی‌اش بیشتر حکومت کند. بسیاری از مصریان کاملاً با آنها همدردی کردند. ژنرال آماسیس که برای ملاقات با آنها و سرکوب شورش فرستاده شده بود، به جای آن توسط شورشیان به عنوان پادشاه معرفی شد و آپریس، که پس از آن مجبور بود کاملاً به مزدوران خود متکی شود، شکست خورد. آپریس به نزد بابلیان گریخت و در حمله به سرزمین مادری خود در سال ۵۶۷ پیش از میلاد با کمک ارتش بابلی، دستگیر و کشته شد. کتیبه‌ای مبارزه بین مصریان بومی و سربازان خارجی را تأیید می‌کند و ثابت می‌کند که آپریس در سال سوم حکومت آماسیس کشته شد و با افتخار به خاک سپرده شد (ح. ۵۶۷ پیش از میلاد). آماسیس سپس برای مشروعیت بخشیدن به سلطنت خود با چدبنیجربون دوم، یکی از دختران سلف خود آپریس ازدواج کرد.

## اتحاد با دولت‌های لیدی و بابل
در سال ۵۵۰ پیش از میلاد، تسخیر ماد توسط کوروش بزرگ باعث تشویش دول همجوار و غیر همجوار گردید. سه دولت نامی آنزمان یعنی لیدی، بابل نو و مصر داخل مذاکره شدند که در مقابل کوروش بزرگ اتحاد سه‌گانه‌ای تشکیل دهند. بدین ترتیب کرزوس، پادشاه لیدی، نبونعید، پادشاه بابل نو و آماسیس دوم فرعون مصر علیه کوروش هم پیمان شدند. که دو حکومت بابل و لیدی توسط کوروش بزرگ و حکومت مصر در دوران پس از آماسیس توسط کمبوجیه دوم فتح شد.

## لشکرکشی کمبوجیه به مصر
در پادشاهی آمازیس کمبوجیه پسر کوروش بزرگ با سپاهی عظیم به مصر لشکر کشید. می‌گویند ماجرای زیر از موجباتی بوده‌است که پادشاه ایران را به لشکرکشی برانگیخت. کمبوجیه سفیری نزد آمازیس فرستاد و از او خواست بهترین چشم‌پزشک مصری را برای احتیاجی که پیش آمده بود روانهٔ ایران کند. پزشکی که انتخاب و فرستاده شده بود به قصد انتقامجویی که او را از شهر و دیارش دور کرده بودند، کمبوجیه را بر آن داشت که دختر آمازیس را خواستگاری کند زیرا می‌دانست که این تقاضا فرعون مصر را کاملاً در محظور می‌اندازد و امتناع از آن کار نیز روابط او و کمبوجیه را تیره می‌ساخت. پادشاه طبق این پیشنهاد رفتار و برای انجام منظور قاصدی روانهٔ مصر کرد. آمازیس که از حملهٔ دولت ایران بیمناک بود و نیز می‌دانست که کمبوجیه دخترش را به قصد نکاح نمی‌خواهد بلکه قصدش وارد کردن دختر در حرمسرای خود است، دچار وضع بغرنجی شد و توانایی جواب، خواه مثبت یا منفی نداشت. در همان روزها دختری رعنا و زیبا به نام نی ته تیس فرزند آپریس پادشاه پیشین مصر، تنها فردی از آن خاندان بود که هنوز در دربار مصر می‌زیست. پس آمازیس درصدد برآمد این دختر را در جامه‌های فاخر و آراسته، به عنوان فرزند خویش روانهٔ ایران سازد. چندی بعد از آن روزی کمبوجیه دخترک را با نام خانوادگی اش فراخواند. دختر عرض کرد اعلیاحضرتا نمی‌دانید که آمازیس چگونه شما را فریب داده‌است. او مرا در لباس فاخر به جای دختر خویش به پیشگاه فرستاده، در صورتیکه من دختر او نیستم آپریس پدر من است که ولی‌نعمت آمازیس بود. او مصریان را ضد پدرم برانگیخت و او را به قتل رسانید. شنیدن این خبر سبب اختلاف بین دو رقیب شد و مایهٔ خشم کمبوجیه و عزم لشکرکشی او به مصر شد. در مورد صحت این داستان شک و تردید وجود دارد. مصری‌ها مدعی‌اند که خود کمبوجیه فرزند نی ته تیس دختر آمازیس بوده‌است و بنابراین کمبوجیه از طرف مادری مصری است؛ زیرا به گفتهٔ مصریان کوروش با دختر آمازیس ازدواج کرده، نه کمبوجیه ولی این ادعا بیجاست زیرا چنان‌که خود مصریان بیش از دیگران با قوانین پارس آشنایی دارند، تا وارث قانونی هست، فرزند دورگه در زمینهٔ جانشینی حقی ندارد. وانگهی کمبوجیه فرزند کاساندان دختر فرنه اسپه یکی از بزرگان خاندان هخامنشی بود، نه فرزند این بانوی مصری. ظاهراً داستان ازدواج کوروش با دختر فرعون مصر بعدها توسط کاهنان مصری جعل شده باشد تا چنان‌که رسم آنهاست فتح مصر را به یک نوادهٔ فرعون که به روایت آنان کمبوجیه باشد، منسوب کرده باشند. احتمالاً محرک واقعی کمبوجیه در حمله به مصر، غیر از اطلاع از ضعف و انحطاط حکومت مصر، بدون شک ثروت و جلال افسانه‌ای فرعون‌ها بوده‌است. غیر از این کمبوجیه به تعقیب از نقشهٔ پدرش می‌خواسته‌است، به آمازیس برای خاطر اتحاد با کرزوس پادشاه قبلی لیدیه، ضد ایران گوشمالی بدهد. به موجب روایت هرودوت، کرزوس پیر که از طرفی دائی مادر کوروش، ماندانا نیز بود، از مدت‌ها پیش در ایران می‌زیست و در بین همراهان پسر کوروش، در جنگی که اکنون ضد آمازیس متحد سابق او درمی‌گرفت، همراه بود.

## مرگ آمازیس
آمازیس پیر که آخرین روزهای آخر عمر خود را در تهیهٔ وسایل مقابله با پسر کوروش می‌گذرانید، دیگر این بدبختی را که در این آخرین جنگ خویش با کرزوس که دوست و متحدی دیرینه بود، برخورد کند، نیافت و با مرگ خود در سال ۵۲۶ پیش از میلاد و برجای گذاشتن پسری بنام پسامتیک سوم (پسامتیخ سوم) که لیاقت و شجاعت او را نداشت، پیشرفت دشمن را تسهیل کرد. در سال ۵۲۵ پیش از میلاد پس از تسخیر ممفیس پایتخت مصر، کمبوجیه به کاخ آمازیس قدم گذاشت و دستور داد جسد او را از گور بیرون آورده و نسبت به آن بی‌حرمتی کردند و چون جسد مومیائی شده بود و شکستن آن امکان نداشت، جسد او را سوزاندند. این کار کمبوجیه بسیار زشت بود زیرا پارسیان آتش را مقدس می‌شمارند و هیچ‌گاه اموات خود را در آتش نمی‌اندازند. در واقع این کار نه در نزد پارسیان معمول بود و نه از لحاظ مصریان مجاز. دلیل شق اول را باز نمودم که پارسیان می‌پندارند که جایز نیست جسدی بی‌جان به درگاه خدایان تقدیم شود و شق ثانی آنکه مصریان عقیده دارند که آتش عنصری جاندار است و هر چه به دست آورد، می‌بلعد وقتی به حد کافی بلعید، با آنچه تغذیه کرده بود، نابود می‌شود. پس کمبوجیه با صدور این فرمان برخلاف مقدسات دینی هر دو ملت رفتار کرده بود. برخی از مورخان یونانی عقیده دارند که تمامی روایات به‌جامانده در مورد کردار کمبوجیه در مصر را نمی‌توان صحیح دانست، زیرا مصری‌ها به‌واسطهٔ تمدن کهن خود بسیار مغرور بودند و از تمکین نمودن به شاهان پارسی تنفر زیادی داشتند و آنچه یونانیان مثل هرودوت نوشته‌اند از گفته‌های مصری‌هاست.

## نگارخانه

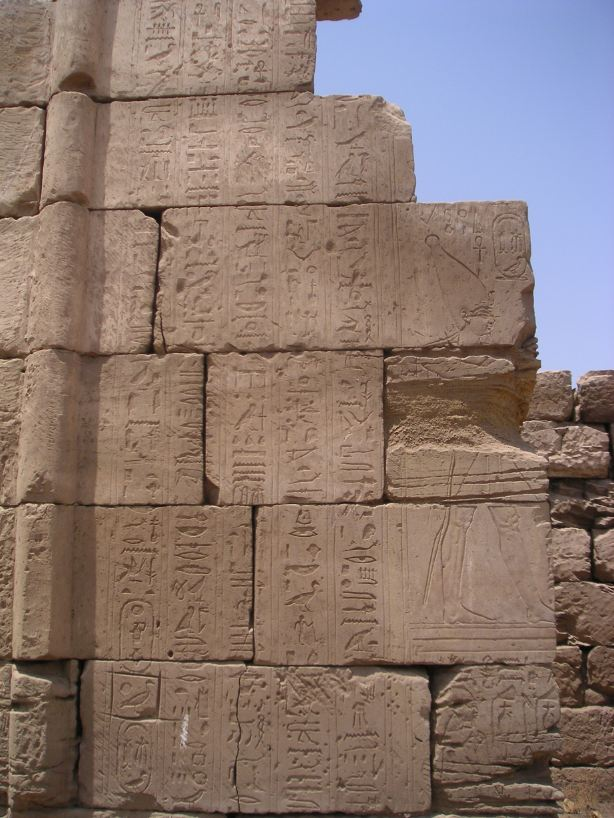
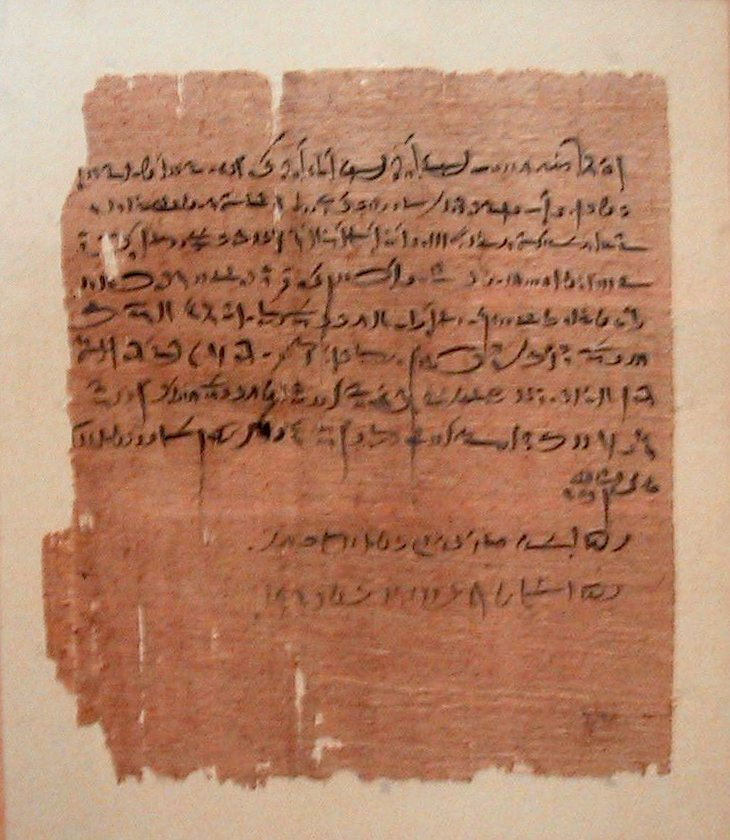
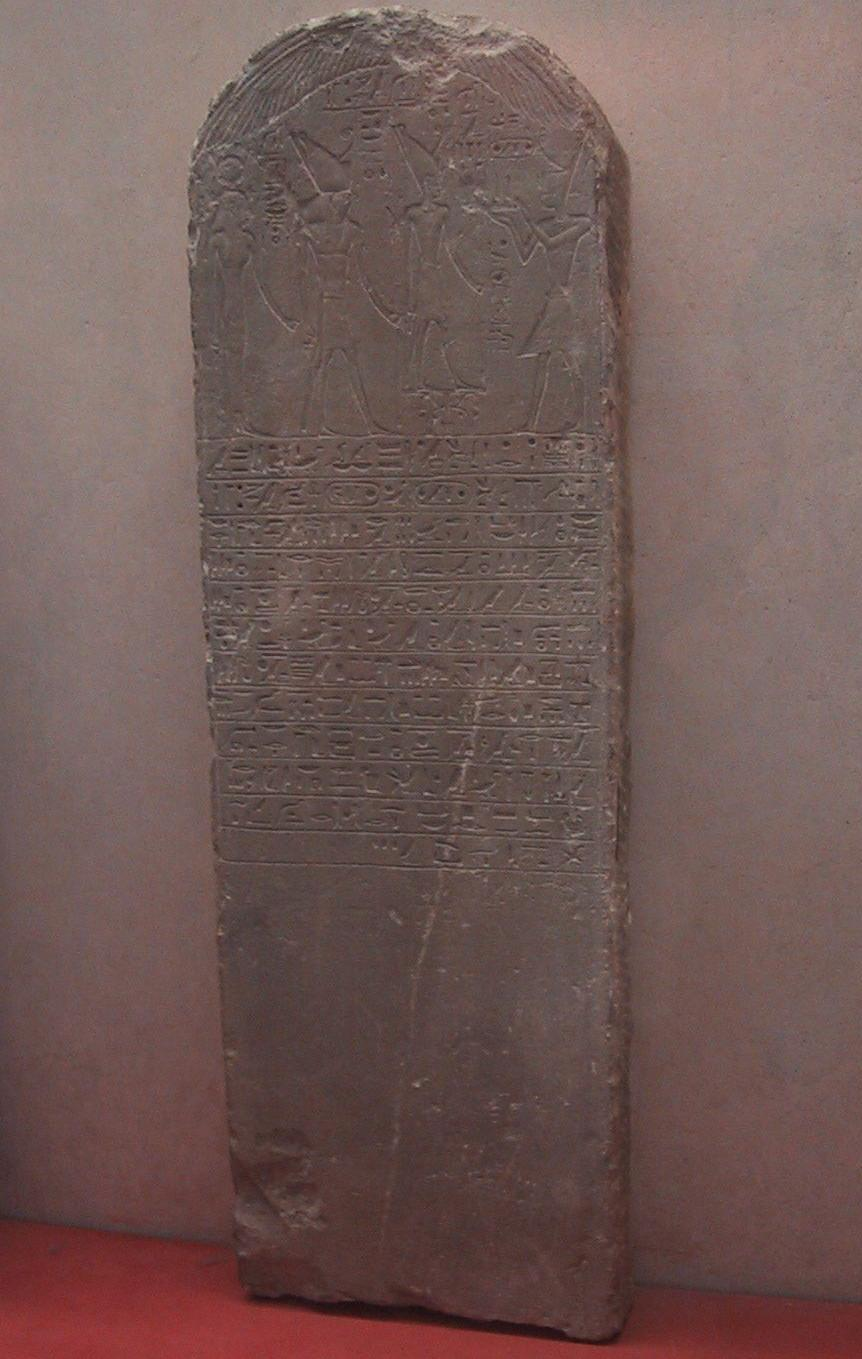
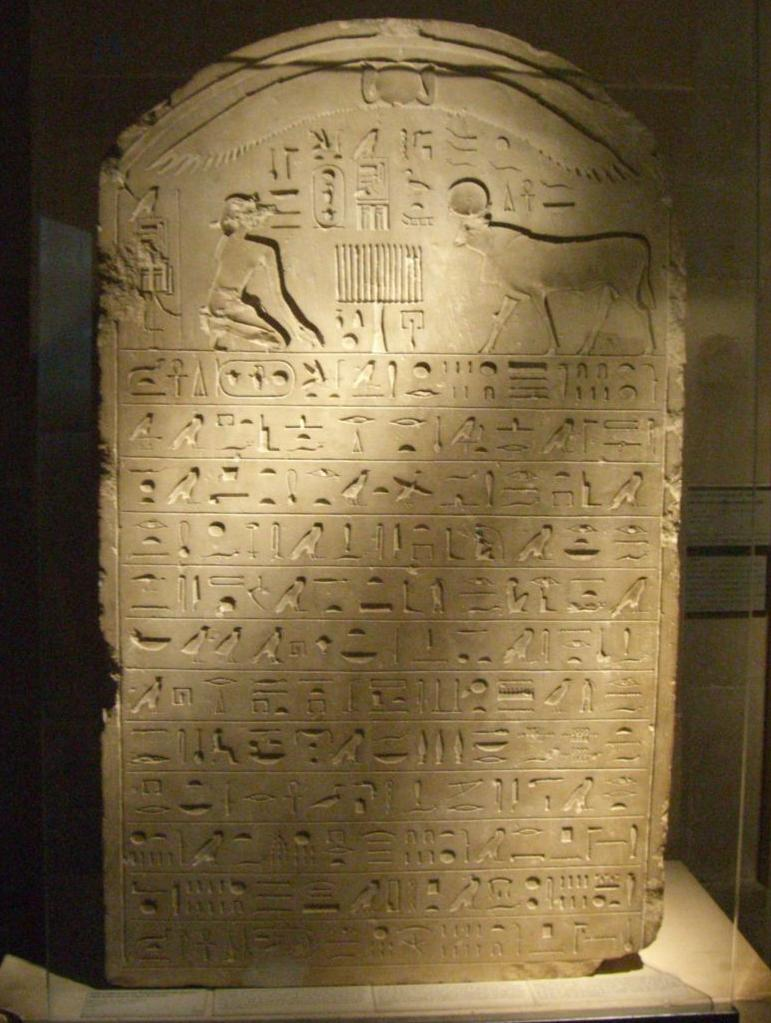